# Jeep
 Тази статия е за автомобилната марка.  За автомобили с повишена проходимост вижте SUV.  За музиканта с този псевдоним вижте Джип (музикант).
Jeep (ˈʤiːp) е американска автомобилна марка, днес принадлежаща на транснационалната корпорация Stellantis. Jeep е част от Chrysler от 1987 г., когато Chrysler купува бранда Jeep заедно с други активи от техния предишен собственик American Motors Corporation (AMC).
Текущата продуктова гама на Jeep се състои единствено от автомобили с повишена проходимост – както кросоувъри, така и напълно подходящи за офроуд SUV и модели, включително един пикап. Преди това гамата на Jeep включва други пикапи, както и малки ванове и няколко роудстъра. Някои от превозните средства на Jeep – като Grand Cherokee – достигат до сегмента на луксозните SUV, пазарен сегмент, за който се смята, че започва с Wagoneer от 1963 г. Jeep продава 1,4 милиона SUV в световен мащаб през 2016 г. спрямо 500 000 през 2008 г., две трети от които в Северна Америка и е най-продаваната марка на Fiat-Chrysler в САЩ през първата половина на 2017 г. Само в САЩ над 2400 представителства притежават франчайз права за продажба на превозни средства с марката Jeep и ако Jeep се отдели в отделна компания, стойността ѝ ще е между 22 и 33,5 млрд. щ.д.
Настоящият президент на марката Jeep в световен мащаб Кристиан Мьоние (Christian Meunier).
Преди 1940 г. терминът „джип“ е използван като жаргон в армията на САЩ за новобранци или превозни средства, но „джипът“ от Втората световна война, който влиза в производство през 1941 г., специално свързва името с този лек военен автомобил със задвижване 4×4, което може би ги прави най-старото превозно средство за масово производство със задвижване на четирите колела, сега известни като SUV. Джипът се превръща в основното леко превозно средство със задвижване на четирите колела на въоръжените сили на Съединените щати и съюзниците по време на Втората световна война, както и през следвоенния период. Терминът става широко разпространен в световен мащаб след войната. Американският автор Дъг Стюарт отбелязва: „Спартанският, тесен и безкрайно функционален джип се превърна във вездесъщото четириколесно олицетворение на изобретателността на янките и тяхната самонадеяна решителност.“ Той е предшественик на следващите поколения военни леки превозни средства като Humvee и вдъхновява създаването на граждански аналози като оригиналната серия I Land Rover. Много варианти на Jeep, изпълняващи подобни военни и цивилни роли, са разработени оттогава в други страни.
Марката Jeep е със седалище в Толедо, Охайо, откакто Willys-Overland стартира производството на първите модели с марка Jeep CJ („Граждански Jeep“) там през 1945 г. Неговият заместител, концептуално последователната серия Jeep Wrangler, остава в производство от 1986 г. Със своите цели (непрекъснати) оси и отворен покрив, Wrangler е наричан моделът на Jeep, който е толкова централен за идентичността на марката, колкото 911 е за Porsche.[
Най-малко два модела на Jeep (CJ-5 и SJ Wagoneer) се радват на изключителни производствени серии от три десетилетия на едно и също поколение каросерии.
Терминът „джип“ продължава да се използва като общ термин за превозни средства, вдъхновени от Jeep, които са подходящи за използване на неравен терен. В Исландия думата Jeppi (произлизаща от Jeep) се използва след Втората световна война и все още се използва за всеки тип SUV. Подобна е употребата на думата и в България. На сърбохърватски език думата джип (џип/džip) също се използва за този тип автомобили.

## Производство
Заводи, които произвеждат автомобили Jeep:
| Завод                       | Разположение               | Модели           |
| --------------------------- | -------------------------- | ---------------- |
| Belvidere Assembly Plant    | САЩ: Белвидер, щат Илинойс | Compass, Patriot |
| Jefferson North Assembly    | САЩ: Детройт, щат Мичиган  | Grand Cherokee   |
| Toledo North Assembly Plant | САЩ: Толидо, щат Охайо     | Cherokee         |
| Toledo Supplier Park        | САЩ: Толидо, щат Охайо     | Wrangler         |

## Модели
Текущи
- Jeep Renegade
- Jeep Wrangler
- Jeep Grand Cherokee
- Jeep Compass
- Jeep Commander
- Jeep Wagoneer/Jeep Grand Wagoneer (WS)[20]
- Jeep Avenger

Предстоящи
- 2024 Jeep Wagoneer S
- 2024 Jeep Recon